# Rashid Johnson
Rashid Johnson (* 1977 in Chicago) ist ein Künstler mit Wohnsitz in New York. Er ist durch seine Arbeiten zu afroamerikanischer Identität und Geschichte bekannt, die er über seine persönliche Geschichte erkundet.

## Leben und Arbeit
Rashid Johnson wurde 1977 in Chicago geboren. Seine Mutter Cheryl Johnson-Odim ist Professorin an der Dominican University in Illinois, spezialisiert auf afrikanische und afroamerikanische Geschichte. Sein Vater, Jimmy Johnson, betreibt ein Elektronikgeschäft, das Teile für CB-Funkgeräte verkaufte.
Im Jahr 2000 erhielt Johnson seinen Bachelor of Fine Arts in Fotografie am Columbia College Chicago.
Mit der von Thelma Golden kuratierten Ausstellung Freestyle im Studio Museum Harlem im Jahr 2001 erlangte Johnson internationale Aufmerksamkeit. Johnson beteiligte sich mit drei Fotografien aus seiner Serie Seeing in the Dark. In dieser Serie porträtierte er Obdachlose, die er in der Innenstadt von Chicago als junger Künstler kennenlernte. Die jeweiligen Portraits trugen die Namen der jeweiligen Personen als Titel.
2005 schloss er seinen Master of Fine Arts an der School of the Art Institute of Chicago ab.
Black Steel in the Hour of Chaos, 2008, ist eine vergrößerte Skulptur des Fadenkreuzes eines Zielfernrohrs. Der Titel des Werks stammt von dem Lied der Hip-Hop-Gruppe Public Enemy aus dem Jahr 1988, deren ikonisches Logo unter anderem ein Fadenkreuz. Durch Form, Umfang und Bezug adressiert die Arbeit Fragen des privatisierten Gefängnissystems und seiner Abhängigkeit von der Inhaftierung schwarzer Männer. In seinem Video The New Black Yoga, 2011,  interpretierte Johnson seine Erfahrungen mit dem Versuch, in Berlin Yoga zu lernen, während er mit einer Sprachbarriere kämpfte. Die Arbeit beinhaltet Humor durch die planlosen, tänzerischen Bewegungen von fünf Männern an einem Strand und Symbolik im Fadenkreuzbild, das in seinem Œuvre häufig vorkommt.
Johnson ist vielleicht am besten für seine regalartigen Konstruktionen bekannt, die von der Beschreibung eines Tisches durch den Konzeptkünstler Lawrence Weiner als „etwas zum Aufstellen“ in seinem gleichnamigen Buch von 2007 inspiriert wurden. Johnson hat diese Idee in Wandarbeiten umgesetzt, die Gegenstände aus dem Leben des Künstlers unterstützen, darunter Bücher des Soziologen und Bürgerrechtlers W. E. B. Du Bois und des Astrophysikers Neil deGrasse Tyson, Plattencover von Parliament und Al Green, afrikanische Sheabutter, CB-Funk und Zimmerpflanzen. Diese Arbeiten – Beispiele sind Magic Hour und The 27th Man (beide 2012) – verwenden angeeignete Objekte, um die eingebetteten Erzählungen hervorzuheben, die ein physisches Objekt in ein visuelles Symbol verwandeln. Johnsons Arbeit artikuliert die Herausforderung, eine unabhängige persönliche Geschichte inmitten der Stärke einer kollektiven Sozialgeschichte wie der der Afroamerikaner zu unterscheiden.
Im Jahr 2012 erhielt Johnson den David C. Driskell Prize des High Museum of Art, der Beiträge auf dem Gebiet der afroamerikanischen Kunst würdigt. Im selben Jahr wurde er vom Solomon R. Guggenheim Museum für den Hugo Boss Prize nominiert.
Johnson ist mit der Künstlerin Sheree Hovsepian verheiratet. Sie haben einen Sohn.

## Ausstellungen (Auswahl)

### Einzelausstellungen
- 2021: Summer Projects: Rashid Johnson, Creative Time, New York
- 2020: Waves, Hauser & Wirth, London
- 2019: The Hikers, Museo Tamayo, Mexiko-Stadt
- 2019: It Never Entered My Mind, Hauser & Wirth, St. Moritz, Schweiz
- 2018: *No More Water, Lismore Castle Arts, Lismore, Irland
- 2017: Anxious Audience, organized by Annin Arts, Billboard 8171, London Bridge, England
- 2016: *Within Our Gates, Garage Museum of Contemporary Art, Moskau
- 2015: Shea Wall, Grand Palais, Paris
- 2014: Magic Numbers, The George Economou Collection, Athen
- 2013: Rashid Johnson: Message to Our Folks, High Museum of Art, Atlanta
- 2012: Rashid Johnson: Shelter, South London Gallery, London
- 2010: 25 days after October, Galleria Massimo De Carlo, Mailand
- 2010: There are Stranger Villages, Galerie Guido W. Baudach, Berlin, Germany Our Kind of People, Salon 94, New York, NY
- 2008: Sharpening My Oyster Knife, Kunstmuseum Kloster Unser Lieben Frauen, Magdeburg
- 2005: The Production of Escapism, Indianapolis Museum of Contemporary Art, Indianapolis
- 2002: 12x12: New Artist/New Work, Museum of Contemporary Art, Chicago

### Gruppenausstellungen
- 2022: This Tender, Fragile Thing, Jack Shainman Gallery, The School, Kinderhook, NY What Is Left Unspoken, Love, High Museum of Art, Atlanta
- 2021: Grief and Grievance: Art and Mourning in America, curated by Okwui Enwezor, New Museum, New York
- 2020: Allied with Power: African and African Diaspora Art from the Jorge M. Pérez Collection, Pérez Art Museum Miami
- 2019: Garden of Earthly Delights, curated by Stephanie Rosenthal with Clara Meister, Gropius Bau, Berlin
- 2016: Self-Portrait, Massimo de Carlo, London, England
- 2015: Civilization and Its Discontents, curated by Scott and Tyson Reeder, School of the Art Institute Chicago, Chicago
- 2013: *White Collar Crimes, presented by Vito Schnabel, Acquavella Galleries
- 2011: *54th Venice Biennale, ILLUMInations, International Pavilion, curated by Bice Curiger, Venedig
- 2009: Dress Codes: Clothing as Metaphor, curated by Barbara Bloemink, Katonah Museum of Art, Katonah
- 2006: *A noir, E blanc, I rouge, U vert, O bleu: FARBEN, Kunstmuseum Kloster Unser Lieben Frauen Magdeburg, Magdeburg
- 2005: International Biennale of Contemporary Art 2005, Prague, Czech Republic In Search of a Continuous Present, curated by Lynne Warren, Museum of Contemporary Art, Chicago
- 2004: Inside Out: Portrait Photographs from the Permanent Collection, Whitney Museum, New York
- 2003: A Century of Collecting: African American Art, curated by Daniel Schulman, Art Institute of Chicago, Chicago
- 2001: *Freestyle, curated by Thelma Golden, The Studio Museum in Harlem, New York